# Институт физики НАН Украины
Инсти́тут фи́зики Национа́льной акаде́мии нау́к Украи́ны (укр. Інститу́т фі́зики Націона́льної акаде́мії нау́к Украї́ни) — ведущее научное учреждение по решению фундаментальных проблем экспериментальной и теоретической физики. Был создан в 1929 году.

## История создания института
В 1921 г. при Киевском губнарпросе была организована Физическая исследовательская лаборатория, которая в 1922 г. была преобразована в Киевскую научно-исследовательскую кафедру физики при Киевском политехническом институте. 1 января 1929 г. кафедру физики реорганизовали в Научно-исследовательский Институт физики Наркомпроса УССР, который с 1932 г. был подчинён ВУАН и в 1936 г. переименован в Институт физики АН УССР. Организатором и первым директором института стал О. Г. Гольдман, избранный в 1929 г. академиком АН УССР по кафедре физики. 
На момент организации Института его штат насчитывал 20 сотрудников, в том числе 6 научных сотрудников и 10 аспирантов. Практически не имея необходимого оборудования, небольшой штат сотрудников, в первые годы существования Института свою деятельность направлял на расширенную подготовку молодых научных кадров, поиск и формирование тематики исследований. Эта работа была довольно успешной. Аспирантуру кафедры физики и Института в первые годы его существования закончили такие известные впоследствии учёные, как академики АН УССР В. Е. Лашкарев, С. И. Пекар, Н. В. Пасечник, академик АН СССР В. П. Линник, члены-корреспонденты АН УССР Н. Д. Моргулис, П. Г. Борзяк, доктора наук М. Д. Габович, А. Г. Миселюк (директор Института в 1938-1941 гг) и др.
До 1938 г. в Институте организационно оформились три основные направления научно-исследовательских работ:
Физика полупроводников (руководитель работ А. Г. Гольдман, с 1939 г. - В. Е. Лашкарев)
Физика электронных и электровакуумных процессов (руководитель - Н. Д. Моргулис)
Рентгенометаллофизика (руководитель - доктор физ.-мат.наук С. Д. Герцрикен.
Перед войной, в 1941 г. Институт имел 122 сотрудника, из них 36 научных сотрудников (5 докторов и 10 кандидатов наук), 7 аспирантов и 15 человек научно-вспомогательного персонала. В составе Института была большая экспериментально-производственная мастерская, которая имела высококвалифицированные кадры и необходимое оборудование. Институт имел свой печатный орган - «Украинские физические записки», выходившие с 1929 по 1936 гг
Во время войны Институт физики был эвакуирован в Уфу. Руководящий состав Института пополнен сотрудниками Украинского физико-технического института (акад. АН УССР А. И. Лейпунский, директор Института с 1943 по 1949 г., профессор Г. Д. Латышев). Работа физиков в это время была направлена на удовлетворение потребностей оборонной промышленности (промышленности связи, авиамоторостроения, нефтяной промышленности, химического машиностроения и др.).

## Послевоенные годы
В послевоенные годы Институт был быстро восстановлен, в 1953 г. введены в действие новые лабораторные, производственные и жилые корпуса на проспекте Науки, возле живописного Голосеевского леса.
Появились новые направления в работе Института — широкое развитие получили исследования по ядерной физике (А. И. Лейпунский, затем М. В. Пасечник,), физики кристаллов (акад. НАН Украины А. Ф. Прихотько), теоретической физики (акад А. С. Давыдов, С. И. Пекар. В 1947 г. был создан электростатический генератор, в 1956 г. введено в действие Циклотронная лабораторию, а 12 февраля 1960 в Институте физики запущен исследовательский ядерный реактор ВВР-М.
Успешное осуществление научных исследований в послевоенные годы и рост их масштабов создали условия, при которых дальнейшее развитие требовало организационных и структурных изменений. В 1945 г. в системе АН УССР была создана Лаборатория металлофизики (в 1955 г. преобразованную в Институт металлофизики АН УССР), в состав которой вошёл отдел диффузионных процессов Института физики. В 1960 г., с целью развития научных исследований физики полупроводниковых приборов и их применения на базе отдела полупроводников Института физики создан Институт полупроводников АН УССР (ныне Институт физики полупроводников НАН Украины). В 1966 г. на базе отдела элементарных частиц и других теоретических отделов Института создан Институт теоретической физики АН УССР. Несколько отделов соответствующего профиля стали основой созданного в 1970 г. В 1983 г. М. В. Курик организовал отдел молекулярной фотоэлектроники. Института ядерных исследований АН УССР. На базе отдела оптической квантовой электроники в 1995 г. создан Институт прикладной оптики НАН Украины.
Следствием таких организационных изменений стал переход значительной части крупных учёных в новообразованные институты Академии наук. Однако это не привело к снижению научного уровня работ в самом Институте физики. Наряду с традиционными для Института направлениями исследований (физика кристаллов, физическая электроника) в 60-х годах были развёрнуты работы в области квантовой электроники и голографии, нелинейной оптики, пироэлектрических приёмников излучения и др. Становление и развитие Института физики НАН Украины произошли благодаря активной творческой работе крупных учёных, которые в разные времена работали в Институте.

### Руководители института
Как уже упоминалось, первым директором Института был 
- акад. А. Г. Гольдман.

Позже директорами Института были 
- А. Г. Миселюк (1938—1941 гг),
- Г. В. Пфейффер (1941—1944 гг),
- А. И. Лейпунский (1944—1949 гг),
- М. В. Пасечник (1949—1965 гг),
- А. Ф. Прихотько (1965—1970 гг),
- М. Т. Шпак (1970—1987 гг.),
- М. С. Бродин (1987—2006 гг),
- И. А. Солошенко (2006—2007 гг),
- Л. П. Яценко (2007-2018 гг),
- М. В. Бондар (2018-настоящее время).

### Известные сотрудники
В Институте работали известные физики А. С. Давыдов, П. Г. Борзяк, В. Л. Броуди, М. Ф. Дейген, В. Е. Дяченко, В. В. Еременко, Г. Д. Латышев, В. Е. Лашкарев, А. Ф. Лубченко, Н. Д. Моргулис, О. Ф. Немец, С. И. Пекар, А. Г. Ситенко, А. В. Снитко, К. Б. Толпыго, А. А. Харкевич, И. А. Солошенко.

## Открытия и научный вклад сотрудников института
Учёные института внесли весомый, а в некоторых случаях, решающий вклад в развитие многих направлений современной физической науки. Хорошо известны их фундаментальные исследования во многих областях ядерной физики и физики полупроводников, физики твёрдого тела и жидких кристаллов, физической и квантовой электроники и физики плазмы. О значимости научных достижений Института физики НАН Украины свидетельствует тот факт, что в нём больше всего в стране - шесть - официально зарегистрированных научных открытий.
В 1949г. Н. Д. Моргулисом и П. М. Марчуком экспериментально открыто явление термоэмиссионного преобразования тепловой энергии в электрическую.
В 1965г. зарегистрировано открытие "явление холодной электронной эмиссии при прохождении тока через островковые металлические слои". Его авторы - П. Г. Борзяк, А. Г. Сарбей и Р. Д. Фёдорович.
В 1966г. зарегистрировано открытие "явление расщепления невырожденных молекулярных термов в кристаллах, имеющих две или больше молекул в элементарной ячейке" ("Давыдовское расщепление"). Автор открытия - академик А. С. Давыдов. Открытием предусматривалось возникновения в спектрах поглощения мультиплетных полос, количество которых соответствует числу молекул в ячейке кристалла, что нашло экспериментальное подтверждение в отделе академика А. Ф. Прихотько и многих других физических лабораториях.
Открытием признано также обнаруженное и изученное в институте "явление многозначности анизотропии свойств полупроводниковых кристаллов, обусловленной особенностями их зонной структуры". Оно проявляется в неустойчивости однородного распределения электрического поля в кристалле и в возникновении слоёв с различными по величине и направлению электрическими полями. Автор открытия - А. Г. Сарбей. С. И. Пекарь, работая в институте, предсказал "явление распространения дополнительных световых волн в кристаллах", которое также нашло экспериментальное подтверждение в лабораториях института и признано открытием. Здесь же он создал теорию поляронов.
В Государственном реестре открытий СССР зарегистрировано и научное открытие Э. И. Рашбы, сделанное в ИФ АН УССР. В нём дано объяснение природы гигантского усиления интенсивностей переходов на примесные уровни (эффект Рашбы).
Сотрудниками института опубликовано более 120 монографий, затрагивающих все научные направления, разрабатываемые в институте, многие из этих монографий стали классическими.

## Награды
За выдающиеся научные достижения учёные института удостоены Ленинской, четырёх Государственных премий СССР и 18 Государственных премий Украины, а также премий НАН Украины и международных премий. Среди разработок института, которые нашли внедрение, следует отметить металлические криостаты, болометры и электротопограф, используемый в космических исследованиях, криохирургические инструменты, лазеры, пироприёмники. В частности, для нужд более пятидесяти промышленных предприятий СССР опытным производством института вплоть до начала 70-х годов выпускались разработанные в институте фотоэлементы Фесс высокой чувствительности на базе сульфида серебра.
На протяжении многих десятилетий Институт имеет тесные деловые отношения с ведущими вузами Киева и других городов Украины. В разные времена профессорами Киевского университета им. Тараса Шевченко были А. С. Давыдов, В.Е. Дьяченко, В.Е. Лашкарев, Н. Д. Моргулис, В.И. Ляшенко, А. Ф. Немец, М.В. Пасечник, С. И. Пекар, А.Г. Ситенко, К.Б. Толпыго. И сегодня профессорами и преподавателями Киевского университета имени Тараса Шевченко, Национального технического университета (КПИ), Киево-Могилянской академии и многих других вузов столицы являются ведущие учёные Института. Ими созданы новые кафедры, читаются курсы лекций, осуществляется руководство аспирантами.
За большие успехи в развитии физической науки и подготовку высококвалифицированных научных кадров Институт физики в 1979 г. Указом Президиума Верховного Совета СССР награждён орденом Трудового Красного Знамени.
Учитывая историческую роль коллектива Института физики НАН Украины в развитии науки и техники на Украине, а также уникальность главного корпуса института как одного из лучших образцов архитектурного наследия Украины послевоенного периода, и монументальная роспись его купола, выполненного в технике энкаустики заслуженным деятелем искусств Украины членом-корреспондентом академии изобразительного искусства М. А. Стороженко, в 1998г. Институт физики НАН Украины признан памятником архитектуры, истории и искусства, охранный № 297.

## Современное состояние института
Сейчас в ИФ НАН Украины работает: 538 работников, в т. ч. 279 научных работников, 47 докторов наук, 154 кандидата наук, 2 академика, 7 членов-корреспондентов НАН Украины. Институт имеет 15 научных отделов, хозяйственные отделы и Государственное специальное конструкторско-технологическое бюро физического приборостроения (ДСКТБ). В аспирантуре института обучается около 30 аспирантов, ежегодно десятки студентов из разных вузов Украины проходят практику, выполняют курсовые и дипломные работы.
В Институте физики работают академики НАН Украины М. С. Бродин (директор Института с 1987 г. по 2006 г.) и вице-президент НАН Украины А. Г. Наумовец, члены-корреспонденты НАН Украины И. В. Блонский, С. Г. Одулов, Ю Г. Птушинський, С. М. Рябченко, М. С. Соскин, П. М. Томчук, Л. П. Яценко (нынешний директор ИФ НАНУ).
В соответствии с Постановлением Президиума НАН Украины 2004 года ныне в ИФ НАН Украины выполняется работа по следующим основным направлениям:
- физика конденсированного состояния, включая физику мягкой материи;
- нанофизика и наноэлектроника;
- физика лазеров, нелинейная и сингулярна оптика, голография;
- физика поверхности, эмиссионная и плазменная электроника.

## Научные школы института
- "Оптика и спектроскопия неметаллических кристаллов"

Учредитель - академик НАН Украины, Герой Социалистического Труда, лауреат Ленинской премии, Государственной премии Украины, Заслуженный деятель науки и техники Украины Антонина Фёдоровна Прихотько (1906-1991). Значительный вклад в формирование школы сделан академиками НАН Украины М.Т. Шпаком (1926-1993), М. С. Бродин, член-корр. НАНУ М. С. Соскин. Сейчас главные направления, которые развиваются в рамках школы, возглавляют член-корр. НАНУ И.В. Блонский, член-корр. НАНУ С. М. Рябченко, доктора физ-мат. наук Ю. П. Гнатенко, М. В. Курик, Г.А. Пучковская, Ю. А. Резников.
- "Нелинейная оптика и лазерная физика"

Учредители - академик НАН Украины, лауреат Ленинской премии, Государственных премий СССР и Украины, Заслуженный деятель науки и техники Украины Михаил Семёнович Бродин и член-корреспондент НАН Украины, лауреат Государственных премий СССР и Украины Марат Самуилович Соскин. Сегодня в рамках школы развиваются современные направления исследований, лидерами которых являются учредители школы академик М. С. Бродин и член-корр. НАНУ М. С. Соскин, а также член-корр. НАНУ С. Г. Одулов, член-корр. НАНУ Л. П. Яценко, доктора наук Е. А. Тихонов и А. М. Негрийко.
- "Физическая электроника"

Учредители - член-корреспондент НАН Украины Наум Давидович Моргулис (1904-1976) и член-корреспондент НАН Украины, лауреат Государственной премии Украины, Заслуженный деятель науки и техники Украины Пётр Григорьевич Борзяк (1903-2000). Сейчас главные научные направления, которые продолжают традиции школы и определяют современный уровень работ, возглавляют академик НАНУ А.Г. Наумовец, член-корр. НАНУ Ю.Г. Птушинський, доктор физ.-мат наук А. Г. Сарбей.
- "Теория твёрдого тела"

Учредители - академик НАН Украины, Герой Социалистического Труда, лауреат Ленинской премии, Государственной премии Украины, Заслуженный деятель науки и техники Украины Александр Сергеевич Давыдов и академик НАН Украины, Заслуженный деятель науки и техники Украины Соломон Исаакович Пекар. Сейчас традиции школы в Институте физики НАНУ продолжают научные коллективы, возглавляемые членом-корреспондентом НАН Украины, лауреатом Государственных премий Украины, Заслуженным деятелем науки и техники Украины П. М. Томчук и доктором наук, профессором, лауреатом Государственной премии Украины Е. А. Пашицким.
- "Физика ионных пучков и ионных источников"

Основатель - доктор физ-мат. наук, профессор, Заслуженный деятель науки и техники Украины Марк Давидович Габович (1914 -1994). Долгое время руководителем школы являлся член-корр. НАНУ И. А. Солошенко (1941-2007).
На протяжении последнего десятилетия учёные института на конкурсной основе выиграли более 50 международных грантов таких фондов, как Международный научный фонд (фонд Сороса), CRDF, INTAS, УНТЦ. Это хорошие показатели, они свидетельствуют о высоком профессионализме учёных института, их международный авторитет, а также об актуальности научных проблем, которые разрабатываются.
В январе 2004 года исполнилось 75 лет со дня основания института. Посвящённая этой дате итоговая научная конференция показала, что, несмотря на тяжёлые экономические условия, институт плодотворно работает на переднем крае мировой науки.
Результаты фундаментальных научных исследований ИФ НАН Украины обеспечивают развитие на Украине важных современных направлений физики. Они используются при подготовке научных, педагогических, инженерно-технических кадров, создают условия для научно-технического прогресса.